# Shahdiz
Le Shahdiz était un château près de la ville d'Ispahan, en Iran, construit par les Empire seldjoukide,.